# 村上正子
村上 正子（むらかみ まさこ、1968年 - ）は、日本の法学者。専門は民事手続法、国際民事手続法。名古屋大学法政国際教育協力研究センター長、名古屋大学大学院法学研究科教授。 

## 人物・経歴
1992年上智大学法学部国際関係法学科卒業。1998年一橋大学大学院法学研究科経済法・民事法専攻博士後期課程修了、博士（法学） 。
1999年筑波大学社会科学系専任講師。2001年筑波大学人文社会系准教授。2007年茨城県情報公開・個人情報保護審査会委員、土浦市入札監視委員会委員。2008年つくば市入札監視委員会委員。2011年法務省法制審議会ハーグ条約（子の返還手続関係）部会幹事。2014年法務省法制審議会国際裁判管轄法制（人事訴訟事件および家事事件関係）部会幹事、つくば市オンブズマン委員。
2015年筑波大学人文社会系教授。2016年名古屋大学大学院法学研究科実務法曹養成専攻基幹法学教授。2019年筑波大学附属病院監査委員会委員。2020年愛知県弁護士会懲戒委員会委員、早稲田大学法務リカレントセミナー講師。2022年名古屋大学法政国際教育協力研究センター（CALE）センター長。

## 著書
- 『民事訴訟法』（名津井吉裕, 日渡紀夫, 間渕清史, 安見ゆかり, 渡部美由紀と共著）法学書院 2007年
- 『国際民事訴訟法』（小林秀之と共著）弘文堂 2009年
- 『民事訴訟法 = CIVIL PROCEDURE』（安西明子, 安達栄司, 畑宏樹と共著）有斐閣 2014年
- 『手続からみた子の引渡し・面会交流』（安西明子, 上原裕之, 内田義厚と共著）弘文堂 2015年
- 『新版国際民事訴訟法』（小林秀之と共著）弘文堂 2020年

### 編集
- 『国際裁判管轄の理論と実務 : 新設規定をめぐる裁判例・学説の検討と解釈』（小林秀之編集代表, 原強, 薮口康夫と共編）新日本法規出版 2017年
- 『民事法の現在地と未来 : 小林秀之先生古稀祝賀論文集』（原強, 薮口康夫, 畑宏樹と共同編集委員）弘文堂 2022年